# Asfordby
Asfordby is een civil parish in Leicestershire in Engeland. Het ligt iets ten westen van Melton Mowbray. Naast Asfordby behoren ook Asfordby Valley en Asfordby Hill tot dezelfde parish. Tussen 1984 en 1993 werd in Asfordby een diepe kolenmijn gebouwd. Deze werd in 1997 gesloopt door geologische moeilijkheden en een lage steenkoolprijs.